# Hubert Minnis
Hubert Alexander Minnis (Nassau, 16 de abril de 1954) é um político bahamense, que foi primeiro-ministro das Bahamas de maio de 2017 a setembro de 2021.

## Biografia
Minnis nasceu em Bain Town, New Providence, filho de Rosalie North e Randolph Minnis. Ele foi educado na Escola Primária de Nossa Senhora, Western Junior e St. Augustine College, Nassau e também frequentou a Universidade de Minnesota.
Após obter seu doutorado em medicina na Universidade das Índias Ocidentais e no MRCOG de Londres em 1985, ele voltou para casa e começou a trabalhar como médico no Hospital Princess Margaret, onde atuou como consultor e chefe do Departamento de Obstetrícia e Ginecologia e também como vice-chefe de gabinete.
Minnis foi presidente da Associação Médica das Bahamas, membro do Conselho Médico, presidente da Corporação Hoteleira das Bahamas e professor associado da Universidade das Índias Ocidentais em Obstetrícia e Ginecologia. Ele tem um interesse e dedicação especiais à promoção da propriedade das Bahamas na economia e à reconstrução de comunidades tradicionais.
Minnis foi eleito primeiro para o parlamento em maio de 2007 e foi nomeado para o gabinete como Ministro da Saúde.
Minnis é casado com Patricia Beneby e também é pai de três filhos.

## Primeiro ministro
Minnis é o líder do Movimento Nacional Livre, o atual partido governante e o membro do Parlamento para o distrito eleitoral de New Providence em Killarney. Eleito pela primeira vez para a legislatura nas eleições de 2007, sucedeu Hubert Ingraham como líder do partido após a derrota do partido nas eleições de 2012, foi empossado como Primeiro Ministro em 12 de maio de 2017 e apresentou seu gabinete no dia 15.